# Neohesperidin dihidroalkon
Neohesperidin dihidrohalkon (okrajšano neohesperidin DC ali samo DC) je flavonoid, derivat citrusov, ki se nahaja v grenkih pomarančah. Se ne absorbira v večjem obsegu, ga pa črevesna flora presnavlja v osnovne produkte. Že pri zelo nizkih koncentracijah izboljšuje aromo. Je toplotno obstojen in se zato lahko uporablja pri toplotni predelavi in obdelavi hrane. V visokih koncentracijah izraža dolgotrajno sladkost, s pookusom mentola. Je 1500× slajši od saharoze. V ZDA ima status GRAS kot aroma, ni pa dovoljeno kot sladilo. V EU je dovoljena uporaba tega sladila v sklopu energijsko nadzorovanih produktov saj spada med neenergijska sladila.